# 사디스틱 미카 밴드
사디스틱 미카 밴드(サディスティック・ミカ・バンド, Sadistic Mika Band)는 일본의 록 음악밴드이다. 72년에 데뷔했고 74년작 黒船은 영미에도 공개되었다. 75년 영국공연까지 마치고 해산한 뒤 몇차례 재결성되었다.
밴드명은 존 레논이 만든 플라스틱 오노 밴드를 패로디한 것으로 첫 보컬인 미카가 식칼 쓰는게 사디즘적이었다고 해서 정했다는 설이 있다.

## 개요
71년 더 포크 크루세이더스의 카토 카즈히코가 보컬인 미카, 드럼에 츠노다 히로와 함께 결성했다. 이후 高中正義가 가입했고 72년에 싱글 サイクリングブギ를 내며 데뷔했다. 이후 다카하시 유키히로가 드럼으로 참여하기도 한다.
73년 1집 발매 일본에서는 많이 안팔렸는데 영국 특히 런던에서 반응이 좋아 음반이 역수입되었다. 이즈미야 시게루의 앨범 光と影에서 연주를 도와주었다.
이들에게 관심을 보인 프로듀서 크리스 토마스가 앨범 黒船 녹음을 도와주어 영국에서 음반을 낸다. 크리스 토마스는 비틀즈, 핑크 플로이드와 작업한 거물이었다 녹음에 450시간이 소요되었다.
멤버 교체후 3집 ホット!メニュー를 내고 75년에 록시 뮤직의 영국투어에서 오프닝 밴드를 맡았다. 공연을 오래해서 록시의 공연시간을 크게 잡아먹었다고 한다..
加藤和彦와 미카가 결혼해서 밴드는 75년에 해산되었다.
남은 멤버들이 모여 사디스틱스라는 이름으로도 활동하고 85년엔 사카모토 류이치, 마츠토야 유미 등과 함께 사디스틱 유밍 밴드라는 이름으로 공연을 가졌다.
89년엔 사디스틱 Mica 밴드로 잠시 활동해 앨범 天晴을 내었다. 싱글 Boys and girls가 광고에 삽입되면서 오리콘 앨범 차트 13위까지 올랐다.라이브 앨범인 晴天도 낸다. 다른 멤버들과는 별개로 미카는 혼자 미카 밴드를 결성해서 잠시 활동했다.
06년엔 기무라 카에라와 함께 Sadistic Mica Band Revisited라는 이름으로 재결성했다. 기린 맥주 광고에 들어간 싱글 タイムマシンにおねがい 덕에 아이튠스 스토어 판매 1위에 오른다. 앨범 NARKISSOS를 내며 보컬 카에라의 이름을 넣어 밴드명을 Sadistic Mikaela Band로 바꾸었다.
07년에 미카 밴드의 공연이 NHK홀에서 열렸고 여기엔 여러 멤버들과 오쿠다 다미오가 참여해 도와주었다. 또 이즈쓰 가즈유키 감독의 밴드 다큐멘터리가 촬영되었다.
이후, 개개의 친분이 있었지만, 밴드 활동은 행해지지 않은 채, 2009년 10월에 중심 인물이었던 카토 가즈히코, 2023년 1월에 드럼의 다카하시 유키히로가 사망.

## 앨범
- 73 	SADISTIC MIKA BAND
- 74 黒船
- 75 HOT! MENU
  - 76 	Live In London
- 89 天晴
  - 89 	天晴 SADISTICK MICA BAND LIVE IN TOKYO 1989
- 06 	NARKISSOS
  - 07 LIVE in Tokyo